# Thượng tướng Công an nhân dân Việt Nam
Thượng tướng Công an nhân dân Việt Nam là cấp bậc cao thứ nhì trong Công an nhân dân Việt Nam (sau Đại tướng) với cấp hiệu 3 ngôi sao vàng. Theo quy định pháp luật Việt Nam hiện hành, Chủ tịch nước đồng thời là Chủ tịch Hội đồng Quốc phòng và An ninh phong, thăng, giáng, tước cấp bậc hàm này.
Trong Hải quân nhân dân Việt Nam, cấp bậc Thượng tướng Hải quân có danh xưng là Đô đốc.

## Tổng quan
Cấp bậc Thượng tướng Công an nhân dân Việt Nam lần đầu tiên được quy định bởi Nghị định 331/TTG (1/9/1959), quy định hệ thống cấp bậc Công an nhân dân Vũ trang.
Ba năm sau, Pháp lệnh 34/LCT  (20/7/1962) quy định thêm hệ thống cấp bậc Cảnh sát nhân dân.
Tuy nhiên, trong suốt một thời gian dài không có cá nhân nào được phong hàm cấp bậc này. Mãi đến năm 1989, 3 Thứ trưởng Bộ Nội vụ (nay là Bộ Công an Việt Nam) là Cao Đăng Chiếm, Lâm Văn Thê và Nguyễn Văn Đức là những người đầu tiên được phong hàm cấp bậc này mà không phải qua các cấp bậc trung gian.
Ngày nay, Luật Công an nhân dân năm 2018 quy định số lượng số lượng Thượng tướng Công an nhân dân không quá 7 người. Các chức vụ, chức danh mà Sĩ quan Công an nhân dân được phong/thăng cấp bậc hàm Thượng tướng là Thứ trưởng Bộ Công an Việt Nam (6 người) và Sĩ quan biệt phái được bổ nhiệm chức vụ Chủ nhiệm Ủy ban Quốc phòng và An ninh Quốc hội Việt Nam.

## Danh sách các Thượng tướng Công an nhân dân Việt Nam

### Đã mất, giải ngũ hoặc về hưu
| STT | Họ tên            | Năm sinh - Năm mất | Năm phong hàm | Chức vụ cao nhất                                                        | Chức vụ cao nhất trong Đảng Cộng sản Việt Nam | Danh hiệu khác                                                      |
| --- | ----------------- | ------------------ | ------------- | ----------------------------------------------------------------------- | --- | ------------------------------------------------------------------- |
| 1   | Cao Đăng Chiếm    | 1921–2007          | 1989          | Thứ trưởng Bộ Nội vụ                                                    | Ủy viên Ban Chấp hành Trung ương Đảng | Huân chương Độc lập hạng Nhất, Anh hùng lực lượng vũ trang nhân dân |
| 2   | Lâm Văn Thê       | 1922–1990          | 1989          | Thứ trưởng Bộ Nội vụ                                                    | Ủy viên Ban Chấp hành Trung ương Đảng khóa V, VI | Anh hùng lực lượng vũ trang nhân dân                                |
| 3   | Nguyễn Văn Đức    | 1923–2002          | 1989          | Thứ trưởng Bộ Nội vụ                                                    | Ủy viên Ban Chấp hành Trung ương Đảng khóa V, VI | Huân chương Hồ Chí Minh (truy tặng 2009)                            |
| 4   | Bùi Thiện Ngộ     | 1929–2006          | 1992          | Bộ trưởng Bộ Nội vụ                                                     | Ủy viên Bộ chính trị | Huân chương Hồ Chí Minh                                             |
| 5   | Lê Minh Hương     | 1936–2004          | 1998          | Bộ trưởng Bộ Nội vụ Bộ trưởng Bộ Công an                                | Ủy viên Bộ chính trị khóa VIII, IX |                                                                     |
| 6   | Nguyễn Văn Tính   | 1944–2006          | 2005          | Thứ trưởng Bộ Công an                                                   | |                                                                     |
| 7   | Nguyễn Văn Hưởng  | 1946–              | 2005          | Thứ trưởng Bộ Công an                                                   | Ủy viên Ban Chấp hành Trung ương Đảng khóa IX; X |                                                                     |
| 8   | Lê Thế Tiệm       | 1949–              | 2005          | Thứ trưởng Bộ Công an                                                   | Ủy viên Ban Chấp hành Trung ương Đảng khóa VIII, IX; X |                                                                     |
| 9   | Nguyễn Khánh Toàn | 1945–              | 2005          | Thứ trưởng Thường trực Bộ Công an                                       | Ủy viên Ban Chấp hành Trung ương Đảng khóa VIII, IX; X, Phó Bí thư Đảng ủy Công an Trung ương                                                                                                   |                                                                     |
| 10  | Thi Văn Tám       | 1948–2008          | 2008          | Thứ trưởng Bộ Công an                                                   | | Anh hùng lực lượng vũ trang nhân dân                                |
| 11  | Đặng Văn Hiếu     | 1953–              | 2011          | Thứ trưởng Thường trực Bộ Công an                                       | Ủy viên Ban Chấp hành Trung ương Đảng, Phó bí thư Đảng ủy Công an Trung ương, Chủ nhiệm Ủy ban kiểm tra Đảng ủy Công an Trung ương.                                                             |                                                                     |
| 12  | Phạm Quý Ngọ      | 1954– 2014         | 2013          | Thứ trưởng Bộ Công an                                                   | Ủy viên Ban Chấp hành Trung ương Đảng |                                                                     |
| 13  | Trần Việt Tân     | 1955–              | 2013          | Thứ trưởng kiêm Tổng cục trưởng Tổng cục Tình báo Bộ Công an Việt Nam   | Năm 2018, bị xóa tư cách Thứ trưởng Bộ Công an, giáng cấp bậc từ Thượng tướng xuống Trung tướng và bị khởi tố tội Thiếu trách nhiệm gây hậu quả nghiêm trọng. Năm 2019, bị tuyên phạt 3 năm tù. | Bị tước Danh hiệu ANND                                              |
| 14  | Lê Quý Vương      | 1956–              | 2013          | Thứ trưởng Thường trực Bộ Công an                                       | Ủy viên Ban Chấp hành Trung ương Đảng Phó bí thư Đảng ủy Công an Trung ương |                                                                     |
| 15  | Bùi Văn Nam       | 1955–              | 2013          | Thứ trưởng Bộ Công an                                                   | Ủy viên Ban Chấp hành Trung ương Đảng |                                                                     |
| 16  | Bùi Quang Bền     | 1955–              | 2015          | Thứ trưởng Bộ Công an                                                   | Ủy viên Ban Chấp hành Trung ương Đảng |                                                                     |
| 17  | Phạm Dũng         | 1956–              | 2016          | Thứ trưởng Bộ Công an                                                   | |                                                                     |
| 18  | Nguyễn Văn Thành  | 1957–              | 2016          | Thứ trưởng Bộ Công an                                                   | Ủy viên Ban Chấp hành Trung ương Đảng Chủ nhiệm Ủy ban kiểm tra Đảng ủy Công an Trung ương. |                                                                     |
| 19  | Nguyễn Văn Sơn    | 1961–              | 2021          | Thứ trưởng Bộ Công an                                                   | |                                                                     |
| 20  | Nguyễn Duy Ngọc   | 1964-              | 2023          | Thứ trưởng Bộ Công an Thủ trưởng Cơ quan Cảnh sát điều tra, Bộ Công an. | Uỷ viên Ban Chấp hành Trung ương Đảng Cộng sản Việt Nam khoá XIII, Ủy viên Thường vụ Đảng ủy Công an Trung ương                                                                                 |                                                                     |

### Đương nhiệm
| STT | Họ tên          | Năm sinh - Năm mất | Năm phong hàm | Chức vụ hiện tại                                                                                  | Chức vụ hiện tại trong Đảng Cộng sản Việt Nam                                                                                       | Danh hiệu khác |
| --- | --------------- | ------------------ | ------------- | ------------------------------------------------------------------------------------------------- | --- | -------------- |
| 1   | Trần Quốc Tỏ    | 1962               | 2022          | Thứ trưởng Thường trực Bộ Công an                                                                 | Ủy viên Ban Chấp hành Trung ương Đảng, Phó Bí thư Đảng ủy Công an Trung ương, Chủ nhiệm Ủy ban kiểm tra Đảng ủy Công an Trung ương. |                |
| 2   | Lê Quốc Hùng    | 1966               | 2024          | Thứ trưởng Bộ Công an                                                                             | Ủy viên Ban Chấp hành Trung ương Đảng,Ủy viên Thường vụ Đảng ủy Công an Trung ương.                                                 |                |
| 3   | Lê Tấn Tới      | 1969               | 2025          | Chủ nhiệm Ủy ban Quốc phòng, An ninh và Đối ngoại của Quốc hội, Thứ trưởng Bộ Công an (biệt phái) | |                |
| 4   | Lê Văn Tuyến    | 1973               | 2025          | Thứ trưởng Bộ Công an                                                                             | |                |
| 5   | Nguyễn Văn Long | 1974               | 2025          | Thứ trưởng Bộ Công an                                                                             | |                |
| 6   | Phạm Thế Tùng   | 1972               | 2025          | Thứ trưởng Bộ Công an                                                                             | |                |
| 7   | Nguyễn Ngọc Lâm | 1973               | 2025          | Thứ trưởng Bộ Công an                                                                             | |                |
| 8   | Tô Ân Xô        | 1963               | 2025          | Trợ lý Tổng bí thư (hàm thứ trưởng), Phụ trách Văn phòng Tổng bí thư                              | |                |